# Celle-Lévescault

Celle-Lévescault este o comună în departamentul Vienne, Franța. În 2009 avea o populație de 1,357 de locuitori.